# Bestiario (racconti)
Bestiario è una raccolta di otto racconti di Julio Cortázar, pubblicata nel 1951.

## Contenuti

### Casa occupata
- Casa tomada

Rimasti soli, fratello e sorella vivono quasi come reclusi in un grande appartamento di Buenos Aires, dove all'improvviso si introduce una presenza indefinita che occupa alcune stanze. I due si costringono a vivere nella parte restante; lei lavora a maglia, lui legge autori francesi, finché non scopre che anche la cucina è occupata da qualcuno che al lettore non viene mai mostrato. I due lasciano la casa.

### Lettera a una signorina a Parigi
- Carta a una señorita en París

Un uomo che ha provvisoriamente occupato l'appartamento a Buenos Aires di una donna, Andrée, trasferitasi per un certo periodo a Parigi, le scrive per raccontare un elemento fantastico che sconvolge la propria vita: di tanto in tanto e senza alcuna ragione egli vomita coniglietti vivi, che si nutrono e crescono come qualsiasi altro animale.

### Lontana
- Lejana

Una donna che abita a Buenos Aires, Alina Reyes, sente la presenza di un'altra donna lontana, una sorta di suo alter ego. Questa donna, che viene maltrattata e picchiata, vive a Budapest. Alina percepisce la sua presenza e sente che deve assolutamente incontrarla. Pone come condizione al futuro marito Luis María per sposarlo che lui la porti nella capitale ungherese. Quando vi arrivano in viaggio di nozze, finalmente Alina riesce a incontrare la donna su un ponte, malvestita e dimessa; fra le due avviene uno scambio, e la protagonista osserva se stessa tornare dal marito dopo essere entrata nel corpo dell'altra.

### Omnibus
- Ómnibus

Salita su un autobus a Buenos Aires, Clara si accorge che tutti gli altri passeggeri la osservano con insistenza che rasenta la maleducazione. Ognuno di loro porta con sé un mazzo di fiori. A una fermata successiva sale un giovane, lui pure senza fiori, che subisce lo stesso trattamento.

### Cefalea
- Cefalea

Il racconto è ambientato in un luogo isolato dove si allevano mammiferi chiamati mancuspie che quando stanno male possono trasmettere all'uomo una fortissima cefalea. Gli allevatori che attendono alle bestie si curano con una serie di rimedi omeopatici. Una coppia di allevatori fugge portando con sé il cavallo e impedendo ai colleghi di procurarsi cibo per gli animali; questi muoiono di fame provocando atroci tormenti ai sorveglianti.

### Circe
- Circe

La giovane Delia Mañara ha visto morire uno dopo l'altro due fidanzati, uno per una caduta accidentale e l'altro suicidato. Adesso frequenta un altro uomo, che riceve lettere anonime a proposito del destino che lo aspetta. Lui non presta caso alle maldicenze finché un giorno, dopo il fidanzamento ufficiale, non constata direttamente l'atteggiamento di Delia.

### Le porte del cielo
- Las puertas del cielo

L'avvocato Marcelo Hardoy viene a sapere della morte per tubercolosi di Celina, moglie dell'amico Mauro. I tre si sono frequentati a lungo, Marcelo ha goduto dell'amore fra i due, che pure avevano un carattere molto diverso: prima di sposarsi Celina danzava in un locale. Per consolare Mauro l'avvocato lo convince a andare in una milonga, dove per mistero tra le ballerine di tango gli appare il fantasma di Celina.

### Bestiario
- Bestiario

La piccola Isabel viene inviata a trascorrere le vacanze estive a casa di parenti, i Funes: Luis e Rema,  il figlio Nino che ha la stessa età di Isabel, e zio Nene. La casa è però infestata da una tigre che si aggira nella proprietà e anche nelle stanze, tenuta sotto controllo da Roberto, il fattore, che avvisa i proprietari dei suoi spostamenti.
Nino e Isabel si divertono a catturare insetti e a osservarli in situazione di cattività: mantidi, lumache, formiche rosse e nere, la cui situazione rispecchia quella dei due bambini, costretti dalla presenza del feroce felino a limitare i loro movimenti. Malgrado la giovanissima età, Isabel percepisce le tensioni nella casa, dovute non solo alla tigre, ma anche e soprattutto alla relazione incestuosa tra Rema e suo fratello maggiore Nene. Nascondendo i movimenti della belva, Isabel fa in modo che Nene finisca divorato.

## Edizioni
- Julio Cortázar, Bestiario, Einaudi,  p. 156, ISBN 978-88-06-17486-6.
- Julio Cortázar, I racconti, Einaudi, 2014,  p. 1282, ISBN 978-88-06-22044-0.